# Thomas Malthus
Thomas Robert Malthus (n. 13 februarie 1766 — d. 23 decembrie 1834) a fost un cleric și un teoretician economist englez, fondatorul teoriei care îi poartă numele. Conform teoriei lui Malthus, populația crește în progresie geometrică, în timp ce mijloacele de subzistență cresc în progresie aritmetică. Teoria sa este cunoscută sub numele de malthusianism; ca o consecință a acestei relații dintre populație și starea economică, Malthus considera că sărăcia, bolile, epidemiile și războaiele sunt factori pozitivi pentru omenire, dat fiind că asigură echilibrul între numărul populației și cantitatea mijloacelor de subzistență.
Astfel, în 1803, în a doua ediție a Eseului despre modul în care principiul populării afectează viitoarea perfecționare a societății⁠(d), sugerează ideea că "sobrietatea morală" ar putea preveni suprapopularea prin înfometarea oamenilor.